# À travers les Hauts-de-France
L'À travers les Hauts-de-France fous una competició ciclista per etapes, hereva de la històrica París-Arràs, una cursa que es disputà entre el 1923 i 1959. El 2010 es creà la París-Arràs Tour. El 2013 s'integrà en el circuit UCI Europa Tour, amb una categoria 2.2. i el 2019 adoptà el nom actual i existí fins al 2021. A partir del 2022 es reconvertí en cursa femenina sota el mateix nom.

## Palmarès
| Any                                                    | Vencedor            | Segon              | Tercer              |
| ------------------------------------------------------ | ------------------- | ------------------ | ------------------- |
| París-Arras                                            |                     |                    |                     |
| 1923                                                   | Jean Hillarion      | Achille Vermandel  | Omer Huyse          |
| 1924                                                   | Gaston Debaets      | Fernand Moulet     | Marcel Bidot        |
| 1925                                                   | Charles Pelissier   | Jérôme Declercq    | Odiel Tailleu       |
| 1926                                                   | Joseph Demuysere    | Joseph VanDaele    | Maurice Philippe    |
| 1927                                                   | Jérôme Declercq     | Marc Bocher        | Joseph Mauclair     |
| 1928                                                   | No disputat         | No disputat        | No disputat         |
| 1929                                                   | Josef Vanderhaegen  | Rémy Verschaetse   | Émile Decroix       |
| 1930                                                   | No disputat         | No disputat        | No disputat         |
| 1931                                                   | Georges Speicher    | Ch. Candelier      | M. Brun             |
| 1932                                                   | Maurice Krauss      | Philippe Bono      | Constant Camus      |
| 1933                                                   | Lucien Weiss        | Raymond Horner     | Amédée Fournier     |
| 1934                                                   | Lucien Lauk         | François Blin      | Léon Cointe         |
| 1935                                                   | Georges Christiaens | André Vanderdonckt | Alfons Ghesquiere   |
| 1936                                                   | Noël Declercq       | Albert Rosseel     | O. Verbecke         |
| 1937                                                   | Marcel Van Houtte   | Albert Beckaert    | Jérôme Dufromont    |
| 1938-1944                                              | No disputat         | No disputat        | No disputat         |
| 1945                                                   | Louis Déprez        | César Marcelak     | André Denhez        |
| 1946                                                   | César Marcelak      | Jérôme Dufromont   | Jean Polazek        |
| 1947                                                   | René Lauk           | André De Dyn       | Joseph Fiat         |
| 1948                                                   | Raoul Monroval      | Galliano Pividori  | I. Sala             |
| 1949                                                   | Elie Marsy          | Etienne Tahon      | H. Mairesse         |
| 1950                                                   | Aimé Vandomme       | Alain Léocat       | F. De Vallée        |
| 1951                                                   | Jean Thaurin        | Alain Léocat       | Henri Sitek         |
| 1952                                                   | Alain Léocat        | Albert Platel      | O. Venturella       |
| 1953                                                   | Ernest Ménage       | Blaise Bertolotti  | Camille Huyghe      |
| 1954                                                   | Blaise Bertolotti   | Ernest Ménage      | Pierre Devise       |
| 1955                                                   | Roland Blin         | Erio Plassa        | Pierre Malhaize     |
| 1956                                                   | Gilbert Dourdin     | Maurice Moucheraud | Louis Déprez        |
| 1957                                                   | Edouard Klabinski   | Kamiel Lamotte     | Louis Déprez        |
| 1958                                                   | Philippe Gaudrillet | Roland Blin        | Roger Quévat        |
| 1959                                                   | Pierre Devise       | Raymond Reaux      | Gérard Pype         |
| 1960-2009                                              | No disputat         | No disputat        | No disputat         |
| Paris-Arras Tour                                       |                     |                    |                     |
| 2010                                                   | Rudy Lesschaeve     | Alban Cormier      | Romain Delalot      |
| 2011                                                   | Romain Delalot      | Alex Defretin      | Arnaud Démare       |
| 2012                                                   | Benoît Daeninck     | Joseph Lewis       | Alexis Gougeard     |
| 2013                                                   | Joey Rosskopf       | Julien Duval       | Giorgio Brambilla   |
| 2014                                                   | Maxime Vantomme     | Rudy Barbier       | Julien Duval        |
| 2015                                                   | Joeri Calleeuw      | Gaëtan Bille       | Olivier Pardini     |
| À travers les Hauts de France-Trophée Paris Arras Tour |                     |                    |                     |
| 2016                                                   | Aidis Kruopis       | Rémi Cavagna       | Alexander Edmondson |
| 2017                                                   | Jordan Levasseur    | Joeri Stallaert    | Yann Guyot          |
| 2018                                                   | Stephan Rabitsch    | Josef Černý        | Jannik Steimle      |
| À travers les Hauts de France                          |                     |                    |                     |
| 2019                                                   | Ethan Hayter        | Matthew Walls      | Fred Wright         |
| 2020                                                   | suspesa             | suspesa            | suspesa             |
| 2021                                                   | Jason Tesson        | Campbell Stewart   | Marijn van den Berg |